# Butterlaw
Butterlaw var en civil parish från 1866 till 1886 då den blev en del av East and West Whorlton, i grevskapet Northumberland (nu Tyne and Wear), i England. Denna civil parish hade 27 invånare år 1881.